# Suwarrow
Suwarrow (ook Suvorov en Suvarov genoemd) is een onbewoond atol dat onderdeel uitmaakt van de archipel van de Cookeilanden in de Grote Oceaan. Suwarrow wordt gerekend tot de groep van de Noordelijke Cookeilanden en ligt 825 kilometer ten noordwesten van Rarotonga, het hoofdeiland van de archipel. Suwarrow ligt ongeveer 1300 kilometer ten zuiden van de evenaar.

## Geschiedenis
Suwarrow was onbewoond toen het werd ontdekt door het Russische schip "Suvorov" op 17 september 1814. Het schip was vernoemd naar de Russische generaal Alexander Vasilyevich Suvorov, die als "Suwarrow" in Lord Byron's epische gedicht Don Juan verschijnt. Suwarrow is sinds zijn ontdekking alleen met tussenpozen bewoond.
Fanny Van de Grift Stevenson, de vrouw van Robert Louis Stevenson, omschreef Suwarrow in 1890 als "het meest romantische eiland in de wereld". Het eiland stond weliswaar niet model voor het beroemde boek van haar echtgenoot, Schateiland, hoewel er in het midden van de negentiende eeuw (men is het er niet over eens of het in 1848 of 1855 was) er een schat op het eiland werd gevonden: de bemanning van een schip uit Tahiti voerde bergingswerk uit en groef een kistje op waarin zich NZ$ 15.000 bevond.
In 1942 deed een orkaan 16 van de 22 eilanden waaruit het atol bestond onder water verdwijnen. De kustwachters die het atol op dat moment bewoonden verlieten het en lieten een hut met watertanks, wilde varkens en kippen achter op het eiland. Er woont een kustwachter op Anchorage Island, het grootste eiland in het atol.